# عبدالحسین صدری
عبدالحسین صدری  معروف به رکن‌الملک  از سیاستمداران ایرانی بود، که در   دوره چهارم بعنوان نماینده خرمشهر در مجلس شورای ملی حضور داشت.

## مشاغل
پدرش حاج صدرالامراء در عدلیه صاحب منصب بود. وى در دوره‏ چهارم مجلس از خرمشهر به وكالت مجلس رسید. 
در ١٣٠۶ در دادگسترى جدید دعوت به كار شد و به ریاست استیناف خراسان منصوب شد و چند سالى در آن سمت باقى بود تا اینكه مستشار دیوان كشور شد.او مدتی استاندار فارس و پس از آن در دوره دكتر محمد مصدق ، استاندار كرمان شد. 